# كل آضاغ
كَلْ آضَاغ (وكذلك يعرفون بـ «كَلْ آدْرَار»، وأقل شيوعاً بـ «إيفوغاس»)، وهي سلطنة قبائل الطوارق التي تسكن في جبال أدرار إيفوغاس في مالي، وجاءت تسميتهم من اللغة التماشقية حيثُ «كل» تعني (أهل أو أصحاب) و«آضاغ» تعني (الجبل). في العصر الحديث لا يتواجد جميع الطوارق في جبال أدرار إيفوغاس من كل آضاغ، بينما بعض من كل آضاغ ينتشرون في شمال النيجر وجنوب الجزائر مع سكان جبال آير وطاسيلي ناجر وسكان جبال الهقار، وَأغلب كل آضاغ ينتمون لقبائل نبيلة ومحاربة.
القبائل النبيلة من كل آضاغ في إيفوغاس تضم: 
- كل أفلا (الشمال).
- كل تاغليت.
- كل إسوك (مجموعة طوائف دينية رافدة).
- كل أوزين.
- إيفيرجوميسين.
- إيريياكين.
- إبلبتيان أن كلأ أجم